# Српска радикална странка (РСК)
Српска радикална странка у Републици Српској Крајини је била политичка партија Срба на подручју некадашње Републике Српске Крајине. Партија је била огранак Српске радикалне странке Војислава Шешеља из Србије.
Странка је основана је 13. маја 1992. године, на збору у Вуковару. Убрзо су основани месни одбори у Славонији, Барањи, Далмацији, Лици, Кордуну и Банији. У Окучанима 15. новембра 1992. основан је одбор Српске радикалне странке за Српску област Западна Славонија. На скупштинским изборима одржаним 12. децембра 1993. године Српска радикална странка у Републици Српској Крајини освојила је 16 посланичких места. Са места председника Радивој Лесковац је смењен 4. фебруара 1995. године на Извршном одбору Српске радикалне странке у Републици Српској Крајини и истовремено је искључен из Српске радикалне странке због покушаја стварања посебних делова унутар Српске радикалне странке. Нови председник Српске радикалне странке у Републици Српској Крајини постао је Бранко Војница.
Више пута је подржавала Српску демократску странку на изборима.
Након мирне реинтеграције Источне Славоније, Барање и Западног Срема странка је 1998. године регистрована у регистру политичких странака у Хрватској под именом Партија подунавских Срба.